# Anagalida
Anagalida é um clado de mamíferos placentários. Foi inicialmente descrito como uma ordem relacionada com a Lagomorpha, posteriormente sofreu reinterpretações sendo tratado como uma superordem e "grandordem" e englobando ordens como a Macroscelidea, Lagomorpha e Rodentia. Após o advento dos estudos moleculares e a reclassificação dos mamíferos baseada nesses achados, o clado caiu em desuso.

## Classificação
A ordem Anagalida foi criada por Frederick Szalay e Malcolm McKenna em 1971 para incluir quatro famílias extintas de mamíferos asiáticos do Cretáceo e Paleogeno (Zalambdalestidae, Pseudictopidae, Anagalidae, Eurymylidae), e segundo os autores o clado estaria mais relacionado com o Lagomorpha. Subsequentemente, McKenna, em 1975, aumentou o âmbito do Anagalida, elevando-o a categoria de "grandordem" e incluindo as ordens Macroscelidea e Lagomorpha. Em 1986, Novacek atribuiu a Anagalida a categoria de "superordem", adicionando a ordem Rodentia ao agrupamento. A classificação de McKenna e Bell de 1997 usou uma definição similar à de Novacek mas manteve a categoria de "grandorem".
Classificação segundo McKenna e Bell (1997):
- Família †Zalambdalestidae
- Família †Anagalidae
- Família †Pseudictopidae
- Mirordem Macroscelidea
- Mirordem Duplicidentata
  - Ordem †Mimotonida
  - Ordem Lagomorpha
- Mirordem Simplicidentata
  - Ordem †Mixodontia
  - Ordem Rodentia

O clado Anagalida foi baseado em poucas sinapomorfias, e têm sido rejeitado por estudos moleculares. A ordem Macroscelidea está incluída no clado Afrotheria. Lagomorpha, Mimotonidae, Eurymylidae e Rodentia estão incluídos no clado Glires. As famílias Anagalidae e Pseudictopidae, e possivelmente Zalambdalestidae, consideradas como formas basais, foram incluídas no clado Gliriformes.